# Montmérac
Montmérac es una comuna nueva francesa situada en el departamento de Charente, de la región de Nueva Aquitania.

## Historia
Fue creada el 1 de enero de 2016, en aplicación de una resolución del prefecto de Charente de 10 de diciembre de 2015 con la unión de las comunas de Lamérac y Montchaude, pasando a estar el ayuntamiento en la antigua comuna de Montchaude.

## Demografía
| Gráfica de evolución demográfica de Montmérac entre 1800 y 2013 |
|                                                                 |

Los datos entre 1800 y 2013 son el resultado de sumar los parciales de las dos comunas que forman la nueva comuna de Montmérac, cuyos datos se han cogido de 1800 a 1999, para las comunas de Lamérac y Montchaude de la página francesa EHESS/Cassini. Los demás datos se han cogido de la página del INSEE.

## Composición
| Comuna delegada | Código INSEE | Población (2013) | Superficie (km²) | Densidad (hab./km²) |
| --------------- | ------------ | ---------------- | ---------------- | ------------------- |
| Lamérac         | 16179        | 200              | 9.21             | 22                  |
| Montchaude      | 16224        | 540              | 14.18            | 38                  |